# Pedro Vallín
Pedro José Vallín Pérez (Colunga, Asturias, 30 de mayo de 1971), más conocido como Pedro Vallín, es un periodista y escritor español.

## Biografía
Pasó su infancia en Colunga. A los nueve años se le detectó asma, por lo que sus primeros años se desarrollaron principalmente dentro de casa. Allí descubrió dos grandes pasiones de su niñez: el cine y los juegos de construcción.
Su educación se inició en Colunga, pero la enseñanza secundaria la realizó en Villaviciosa. Vallín recibió la formación universitaria en la Universidad del País Vasco (UPV), en el campus de Lejona (Vizcaya). Se licenció en Periodismo y pronto comenzó a trabajar en esta profesión. En 1993 se incorporó al periódico La Nueva España de Oviedo, donde enfocó su trabajo a las noticias más locales. En 1997 cambió de empleo, afrontando una nueva oportunidad en El Comercio de Gijón. No obstante, realizó sus funciones desde la delegación de Oviedo.
Con el comienzo del siglo, se trasladó a Madrid para seguir su carrera periodística. En junio de 2001, comenzó a escribir en Mi Canoa en la sección de economía. Este periódico digital estaba dirigido en aquel momento por el periodista Fernando Jáuregui. En 2004, Jáuregui creó otro medio llamado Diario Crítico, en el cual Pedro Vallín ejerció la función de subdirector.
Posteriormente, fue redactor jefe y subdirector en el periódico Metro durante el 2005 y 2006. En 2007, inició una nueva aventura en La Vanguardia en la sección de Cultura. 2016 supuso un cambio para Vallín dentro de este medio, ya que comenzó a escribir en la sección de Política. Se dedica al periodismo parlamentario, enfocándose en seguir a los grupos parlamentarios de Unidas Podemos, ERC, PDeCat (JxCat), PNV, y los minoritarios.
Su hermano es Esteban Vallín, piloto de rallyes profesional.

## Mundo del cine
En el ámbito periodístico, ha estado en contacto con el cine por escribir en la sección de cultura y hacer artículos en medios como Divertinajes, web que dirigía Eva Orúe, con una sección conocida como El CinExín. En esta plataforma realizó artículos enfocados a la cinematografía. Su participación en este medio fue desde el 2002 hasta el 2010.
En el año 2013, fue el segundo presidente y uno de los fundadores de la Asociación de Informadores Cinematográficos de España (AICE) que creó meses después los Premios Feroz, considerados la antesala de los Goya. El primer presidente (durante un año, desde la fundación hasta las primeras elecciones) fue David Carrón (periodista por entonces de La Razón y del que fue vicepresidente primero Vallin). Desde 2014 hasta 2018 Vallin fue en presidente de esta agrupación de periodistas relacionados con el cine y ocupó este cargo hasta 2018, siendo sustituido por María Guerra.
En 2019 publicó su libro ¡Me cago en Godard! Por qué deberías adorar el cine americano (y desconfiar del cine de autor) si eres culto y progre. En esta obra explica que el cine más comercial de Hollywood es el más progresista y, en cambio, el cine de autor es el que esconde un mayor conservadurismo.
En 2021 publicó C3PO en la corte del rey Felipe "La guerra del Estado Profundo español contra la democracia liberal", un ensayo donde el autor explica como la democracia ha sufrido un deterioro en España durante los últimos años.
En 2024, publicó Verdades Penúltimas junto al filósofo liberal-conservador y director de la Fundación Juan March Javier Gomá. El libro, una conversación entre ambos autores, es una defensa de la democracia liberal frente a los autoritarismos, el socialismo y el populismo. 

## Polémicas

### Tuit polémico sobre la Dana y despido deLa Vanguardia
El 17 de diciembre de 2024, publicó un comentario en la red social Twitter en el que respondía a un usuario: «Eres valenciano. Mete la cabeza en el water y tira de la cadena. Se llama 'dana doméstica'. Lo vas a gozar». El tuit provocó una oleada de indignación en las redes sociales y reacciones en contra, como las de Risto Mejide, Cristina Cifuentes o Pablo Echenique, así como de numerosos lectores de La Vanguardia, medio donde trabaja Vallín, a causa de su alusión hacia la tragedia ocurrida en la catástrofe de la DANA en Valencia en la que fallecieron más de doscientas personas. La Vanguardia condenó el hecho a través de su subdirector y defensor del lector Joel Albarrán, exigiendo a Pedro Vallín la eliminación del mensaje y calificándolo de «Un tuit ofensivo que no representa a La Vanguardia» e «insultante hacia los valencianos y ofensivo hacia las víctimas de la dana». La Asociación Sosdesaparecidos condenó el comentario en sus redes sociales.
El 24 de diciembre de 2024 fue despedido de La Vanguardia.
En la actualidad es colaborador del programa Al rojo vivo (La Sexta) pese a sus críticas pasadas al matinal. 

### Acusaciones a deportistas
Recurrentemente, ha realizado comentarios en sus redes sociales contra Rafael Nadal, Carlos Alcaraz o Michael Schumacher, afirmando en Twitter que «Nadal es un cáncer de valores tóxicos», «un perdedor sin talento» y «Nadal es el Schumacher del tenis», y comparándoles negativamente respecto a Fernando Alonso.

### Acusación de burla del holocausto
El Observatorio del Antisemitismo acusó a Vallín de burlarse del holocausto por dos tuits de enero del 2025.

### Publicaciones de Pedro Vallín
- 2019 - ¡Me cago en Godard! Por qué deberías adorar el cine americano (y desconfiar del cine de autor) si eres culto y progre, Arpa. ISBN 9788417623319
- 2021 - C3PO en la corte del rey Felipe "La guerra del Estado Profundo español contra la democracia liberal", Arpa Editorial, ISBN 9788418741104.[26][13]
- 2024 - Verdades Penúltimas, junto a Javier Gomá, Arpa.